# Za Školou (Praha)
Za Školou je ulice v Kyjích na Praze 14. Protíná ji ulice Šimanovská a s ní i cyklotrasa. Má tvar háčku a její delší strana má přibližný severojižní průběh. Ulice má oba konce slepé. Od severního konce lze dojít ke Kyjskému rybníku. Od jižního konce lze pěšky po schodech pokračovat do Hlinské a dále směrem k železniční zastávce Praha-Kyje.

## Historie a názvy
Nazvána je podle své polohy u školní budovy. Ulice vznikla a byla pojmenována v roce 1934.
V roce 2020 proběhla v ulici rekonstrukce.

## Zástavba
Podél ulice jsou rodinné jednopatrové domy se zahradami, v některých místech vytvářejí dojem blokové zástavby. Na rohu se Šimanovskou je základní škola. Na východní straně severního úseku jsou moderní řadové dvoupatrové domy s balkony a terasami z konce 20. století.

## Budovy a instituce
- Základní škola Praha 9, Šimanovská, Šimanovská 16[4]